# 100 metres llisos

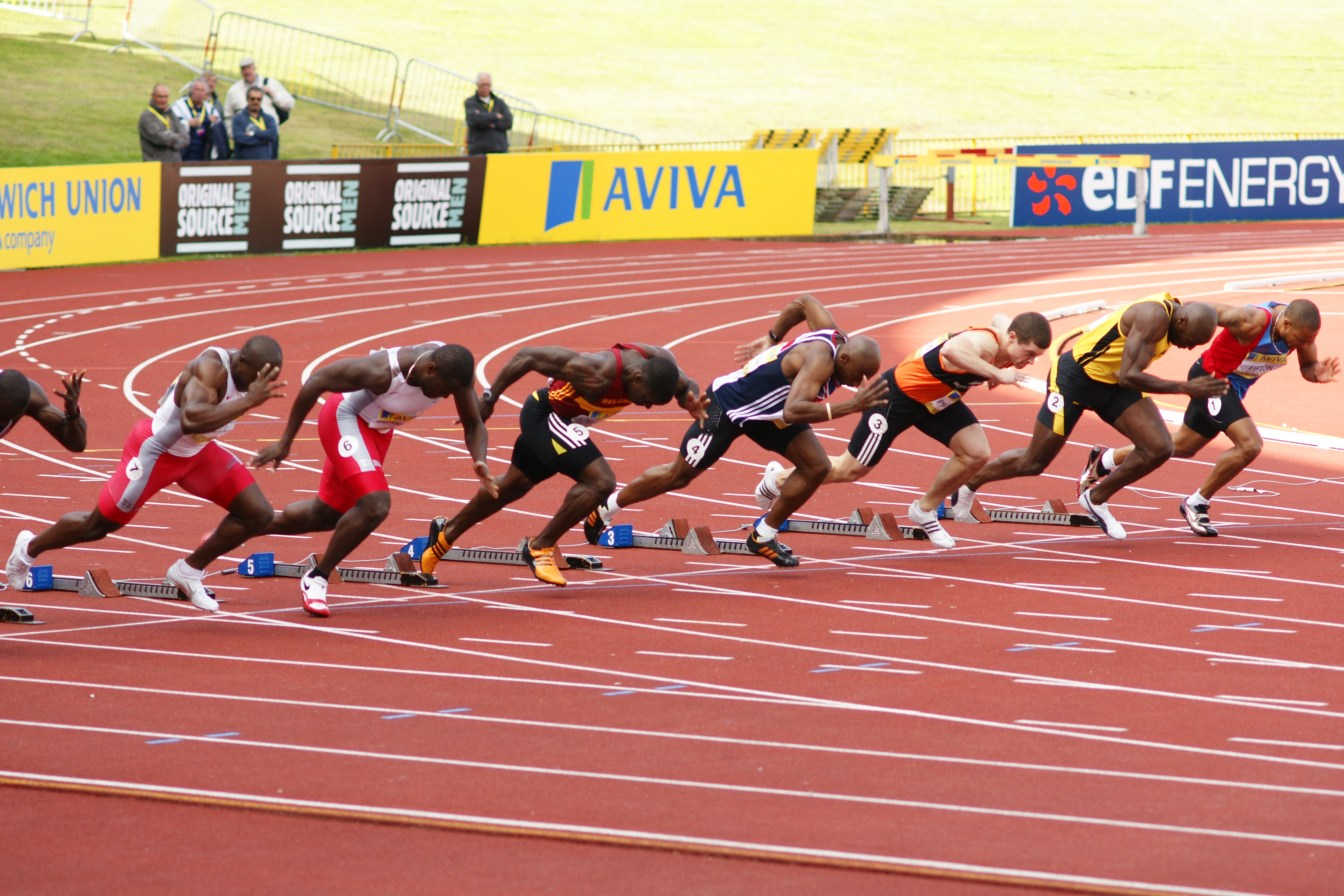
Sortida d'una cursa dels 100 metres llisos.

Els 100 metres llisos constitueixen la competició reina de l'atletisme de velocitat. És la cursa més curta que es disputa a les competicions a l'aire lliure i forma part del programa olímpic des de la primera edició d'Atenes 1896. Tot i que es disputen proves més curtes a l'atletisme, com ara els 60 metres llisos, els campions del món i olímpic són considerats l'home i la dona més ràpids del planeta.

## Característiques
Els 100 metres llisos consisteixen en un esprint que els atletes professionals realitzen en un temps al voltant dels 10 segons, emprant unes 45 passes. La velocitat mitjana és d'entre 36 i 37 km/h. La velocitat màxima és de 42 – 44 km/h, on s'arriba a la darrera meitat de la cursa, principalment entre els 60 i els 80 metres.
La prova es desenvolupa a la recta final de les pistes d'atletisme. Per realitzar-los els atletes utilitzen un conjunt de roba (samarreta i pantalons o malles) i unes botes de claus d'atletisme, que per iniciar la cursa se situen en uns estreps. Malgrat això, és reglamentari participar en la major part de competicions internacionals amb conjunts de roba més complets. Alguns atletes, principalment dones, ho han utilitzat tant per motius culturals com per a trobar un major dinamisme.

## Història
La prova dels 100 metres llisos masculins va formar part del programa de la primera edició dels Jocs Olímpics de l'era moderna que es van celebrar a la ciutat d'Atenes el 1896 (la prova femenina no debutaria en uns Jocs fins a l'edició de 1928 celebrada a Amsterdam). En aquella ocasió es va córrer sobre una pista de cendra i carbó. La posició de sortida era lliure i cada atleta adoptava la que més creia que l'afavoria, resultant vencedor el nord-americà Thomas Burke el, únic atleta de la prova que va sortir amb les mans recolzades sobre la pista i fent uns forats a terra per tenir un millor suport de sortida.
El 1912, amb la fundació de l'Associació Internacional de Federacions d'Atletisme (IAAF), es reconeix la primera marca mundial de la prova en la persona de Donald Lippincott que, amb un temps de 10,6 s, va recórrer la distància a la pista olímpica d'Estocolm.
El 1928 els nord-americans George Breshnahan i William Tuttle inventen els tacs de sortida, millorant així el punt de suport a la sortida i optimitzant l'impuls que, fins aleshores, s'obtenia practicant sobre la pista de cendra uns petits forats en els quals s'introduïen els peus, pràctica que havia introduït, el 1887, Charles Sherill. No obstant això, els tacs de sortida no van ser reconeguts per la IAAF fins a 1937.
El 1938 la IAAF va establir que per considerar vàlida qualsevol marca de la distància, el vent favorable durant la realització de la prova havia de ser inferior als 2,0 m/s.
El 20 de juny de 1968, a Sacramento, durant la celebració de les proves de selecció de l'equip nord-americà que hauria de competir en els Jocs Olímpics de Mèxic, els nord-americans Jim Hines, Ronnie Ray Smith i Charles Greene aconseguiren córrer per primera vegada la distància per sota dels 10 segons, fixant la marca mundial en 9,9 s.
L'1 de gener de 1977 la IAAF decideix abandonar el cronometratge manual que havia vingut coexistint amb l'electrònic des de 1932, establint que tot registre oficial havia de realitzar electrònicament per tenir validesa oficial.

## Dades importants

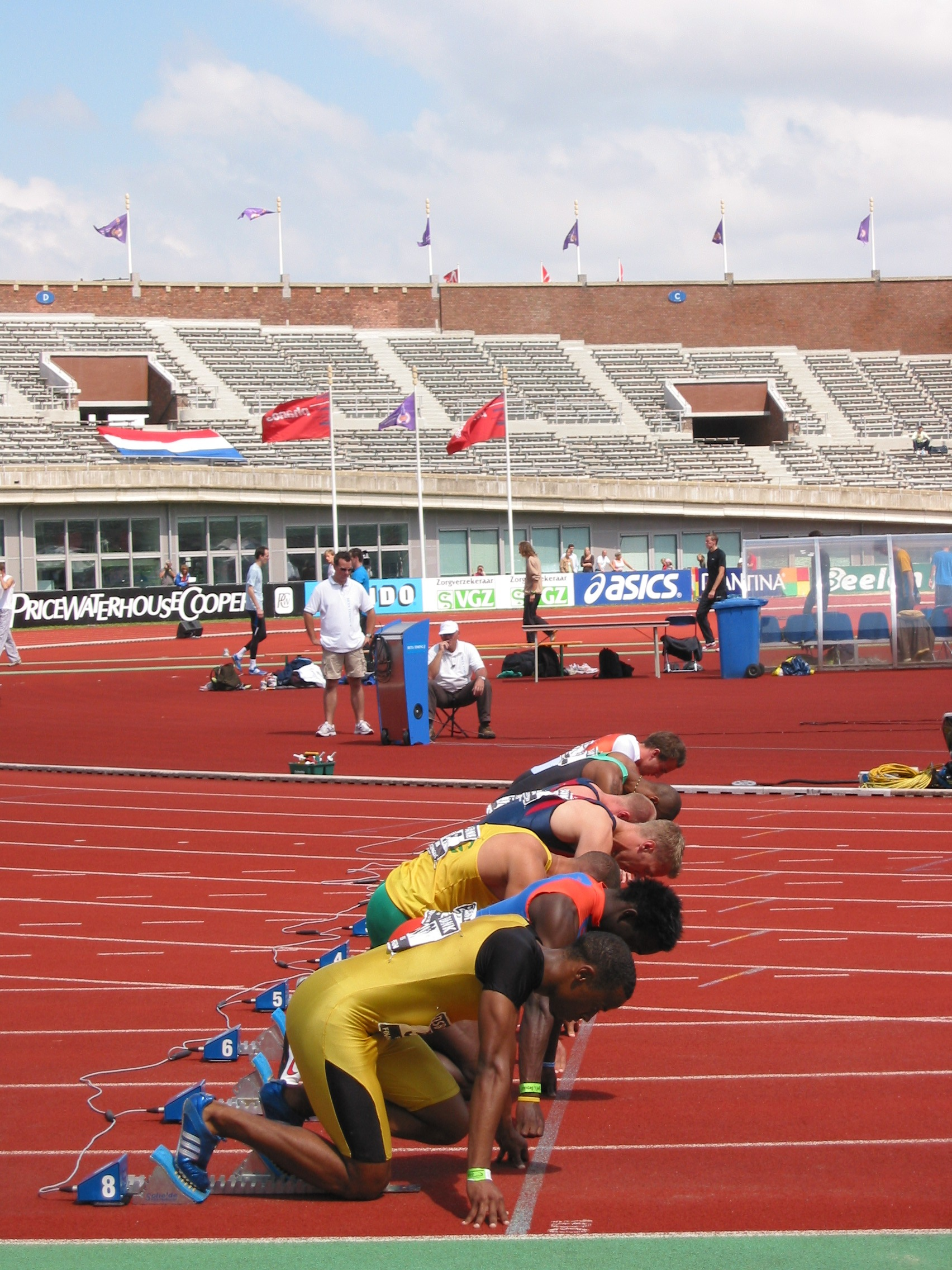
Corredors a punt de prendre la sortida.

Al començament de la prova, alguns atletes utilitzen trucs psicològics, com tractar de ser els últims en posicionar-se en els tacs de sortida. Una intimidació més directament és considerada antiesportiva. El jutge àrbitre mantindrà als corredors en posició de sortida per un temps impredictible de al voltant de dos segons, passats els quals farà el tret de sortida.

### Temps de reacció
El temps transcorregut entre el tret i la primera puntada contra els tacs de sortida és mesurat electrònicament a través de sensors instal·lats a la pistola i en els tacs.
Qualsevol temps inferior a 0,1 segons és considerat com una sortida nul·la (es denomina "caçar la sortida"). Aquesta mesura es va considerar després d'estudiar el temps que tarda el so del tret a propagar per l'aire, el que tarda a arribar a les orelles dels competidors i el temps de reacció humana davant el so, el temps transcorregut en sentir el tret i sortir del tac de partida.

### Sortides nul·les o sortides en fals
Durant molts anys, els corredors eren desqualificats si eren responsables de dues sortides en fals. En aquestes condicions, la regla propiciava que la sortida es repetís un nombre indeterminat de vegades, la qual cosa donava com a resultat que els atletes perdessin concentració. La regla actual diu que qualsevol atleta responsable d'una sortida en fals és desqualificat immediatament.
Les condicions climàtiques són crucials per a l'execució d'aquesta prova. Un vent de cua és molt beneficiós per als competidors, mentre que un vent de cap anirà en detriment d'aquests. Per aquesta raó, el màxim vent de cua permès perquè la marca es consideri legal és de 2,0 m / s. La resistència a l'aire també afecta de manera important a la prova. Per això, els velocistes realitzen millors temps quan van a altures elevades, on la resistència a l'aire és menor.

## Rècords

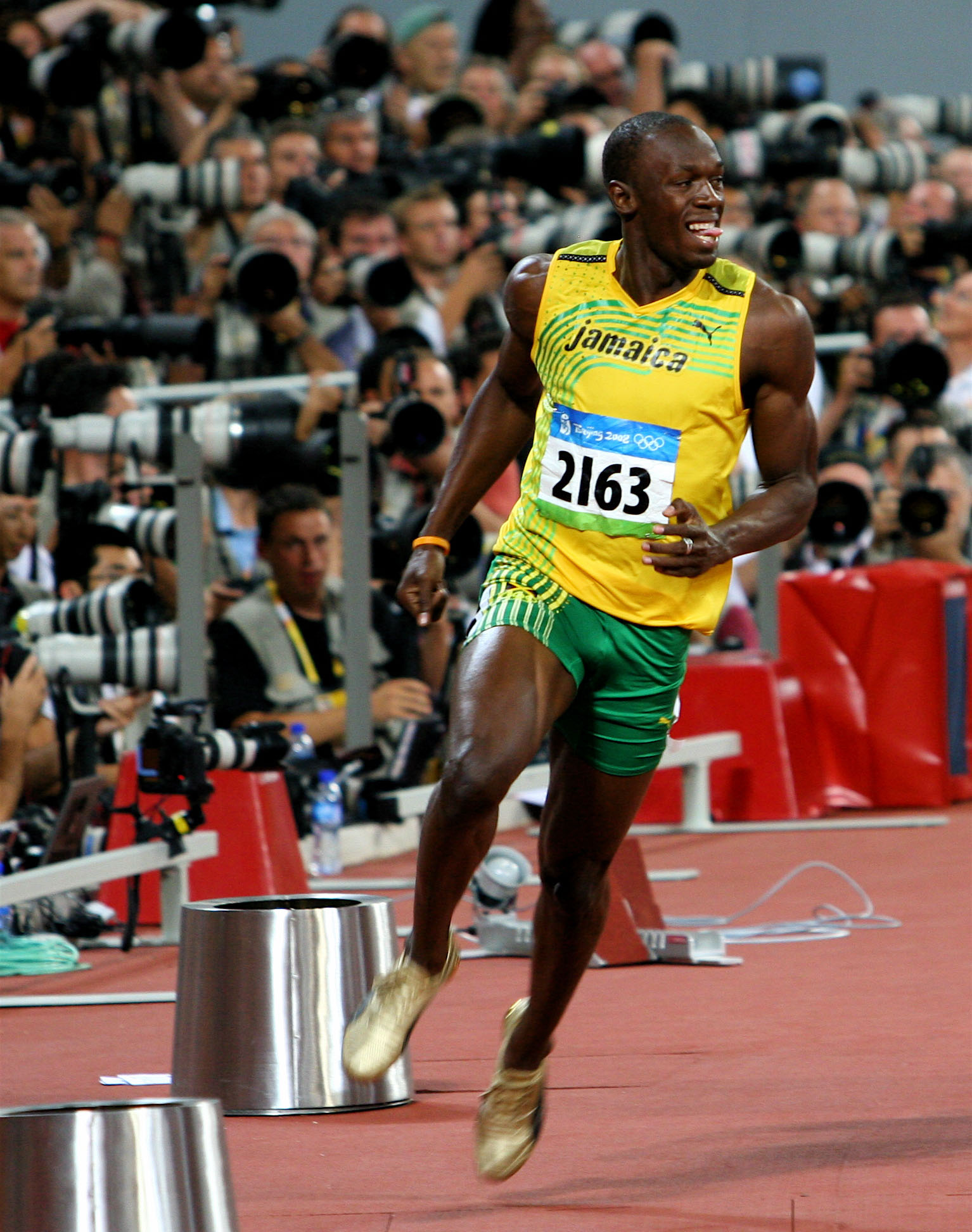
Usain Bolt celebrant haver batut el rècord del món als Jocs Olímpics de Pequín el 2008.

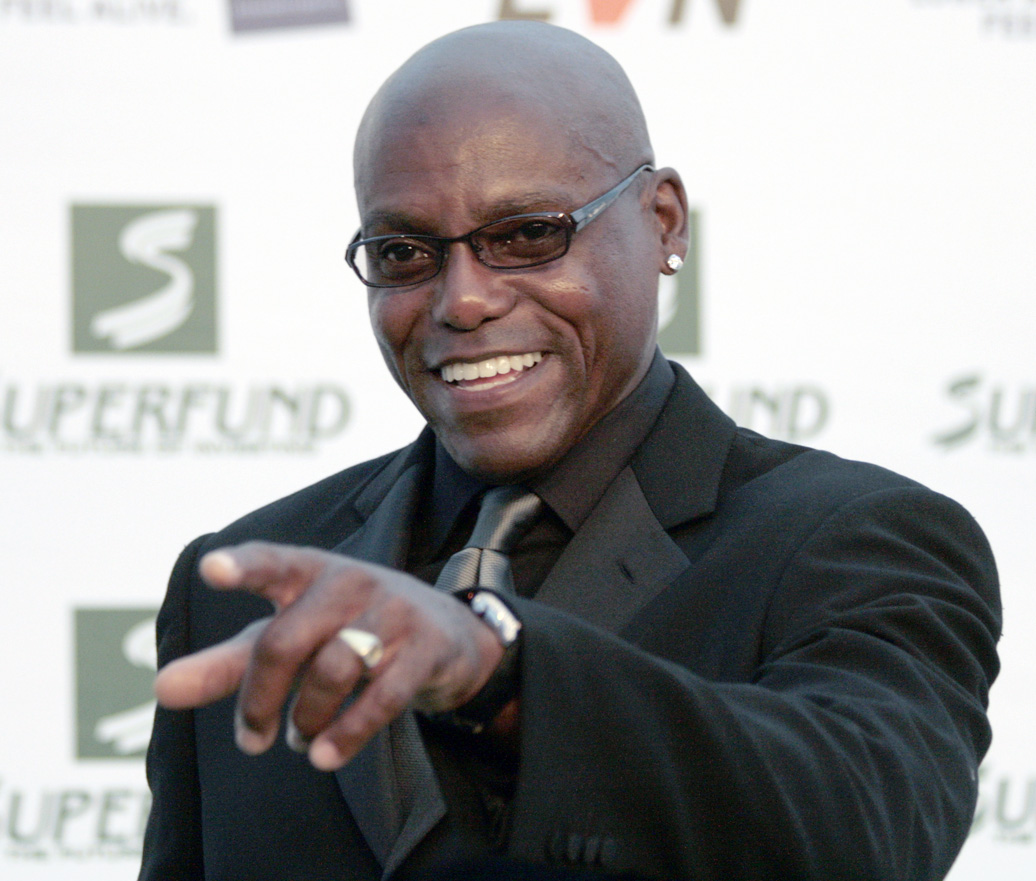
Carl Lewis el 2009.

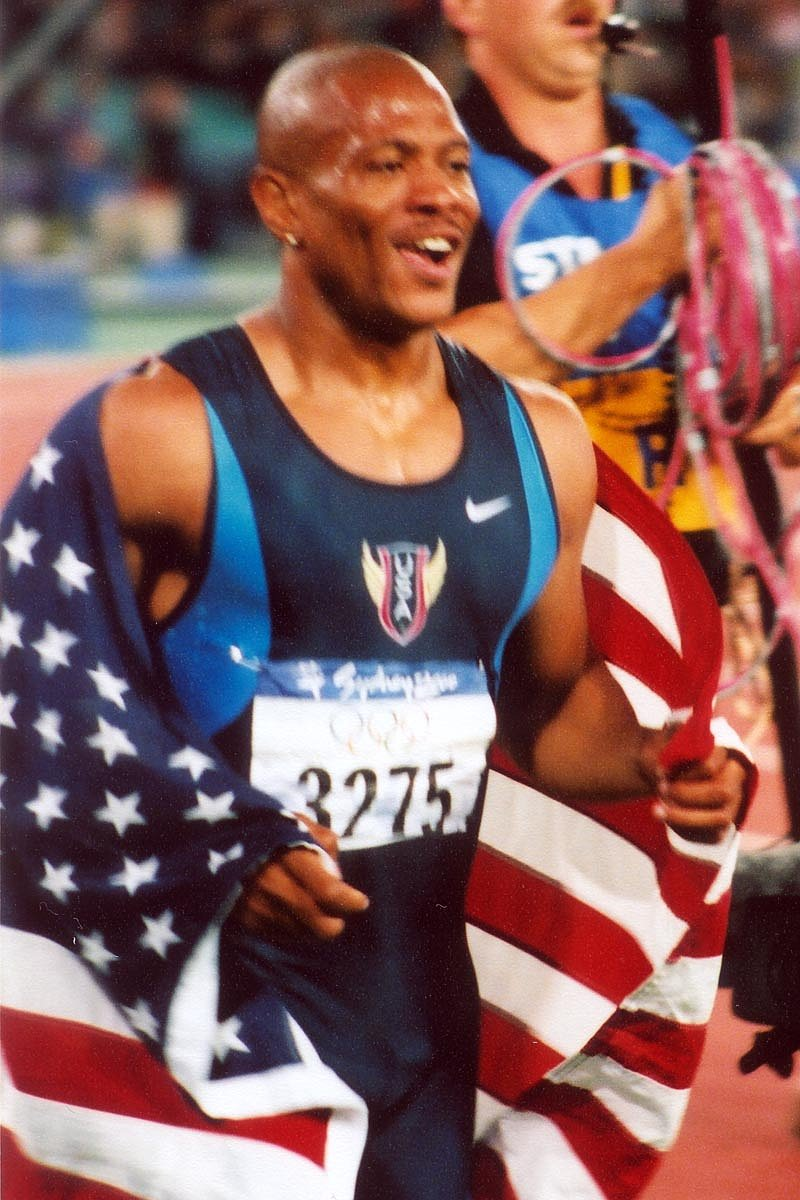
Maurice Greene als Jocs Olímpics de Sydney.

- actualitzat a 13 d'agost de 2024

| Àrea                                 | Homes     | Homes      | Homes              | Homes     | Dones     | Dones      | Dones                    | Dones           |
| Àrea                                 | Temps (s) | Vent (m/s) | Atleta             | País      | Temps (s) | Vent (m/s) | Atleta                   | País            |
| ------------------------------------ | --------- | ---------- | ------------------ | --------- | --------- | ---------- | ------------------------ | --------------- |
| Àfrica                               | 9,77      | +1.2       | Ferdinand Omanyala | Kenya     | 10,72     | +1.4       | Marie-Josée Ta Lou       | Costa d'Ivori   |
| Amèrica del Nord, Central i el Carib | 9,58 WR   | +0.9       | Usain Bolt         | Jamaica   | 10,49 WR  | 0.0        | Florence Griffith-Joyner | Estats Units    |
| Amèrica del Sud                      | 9,89      | +0.8       | Issamade Asinga    | Surinam   | 10,91     | −0.2       | Rosângela Santos         | Brasil          |
| Àsia                                 | 9,83      | +0.9       | Su Bingtian        | Xina      | 10,79     | 0.0        | Li Xuemei                | R.P. de la Xina |
| Europa                               | 9,80      | +0.1       | Marcell Jacobs     | Itàlia    | 10,73     | +2.0       | Christine Arron          | França          |
| Oceania                              | 9,93      | +1.8       | Patrick Johnson    | Austràlia | 10,96     | +2.0       | Zoe Hobbs                | Nova Zelanda    |

### Atletes amb millors marques mundials

#### Categoria masculina
- actualitzat a 13 d'agost de 2024

| Ranking | Marca | Vent (m/s) | Atleta             | País         | Data                   | Lloc     | Ref.   |
| ------- | ----- | ---------- | ------------------ | ------------ | ---------------------- | -------- | ------ |
| 1       | 9,58  | +0.9       | Usain Bolt         | Jamaica      | 16 d'agost de 2009     | Berlín   | [ 4 ]  |
| 2       | 9,69  | +2.0       | Tyson Gay          | Estats Units | 20 de setembre de 2009 | Xanghai  | [ 5 ]  |
| 2       | 9,69  | −0.1       | Yohan Blake        | Jamaica      | 23 d'agost de 2012     | Lausana  | [ 6 ]  |
| 4       | 9,72  | +0.2       | Asafa Powell       | Jamaica      | 2 de setembre de 2008  | Lausana  | [ 7 ]  |
| 5       | 9,74  | +0.9       | Justin Gatlin      | Estats Units | 15 de maig de 2015     | Doha     | [ 8 ]  |
| 6       | 9,76  | +0.6       | Christian Coleman  | Estats Units | 28 de setembre de 2019 | Doha     | [ 9 ]  |
| 6       | 9,76  | +1.2       | Trayvon Bromell    | Estats Units | 18 de setembre de 2021 | Nairobi  | [ 10 ] |
| 6       | 9,76  | +1.4       | Fred Kerley        | Estats Units | 24 de juny 2022        | Oregon   | [ 11 ] |
| 9       | 9,77  | +1.2       | Ferdinand Omanyala | Kenya        | 18 setembre 2021       | Nairobi  | [ 12 ] |
| 9       | 9,77  | +0.9       | Kishane Thompson   | Jamaica      | 28 juny 2024           | Kingston | [ 13 ] |

#### Categoria femenina

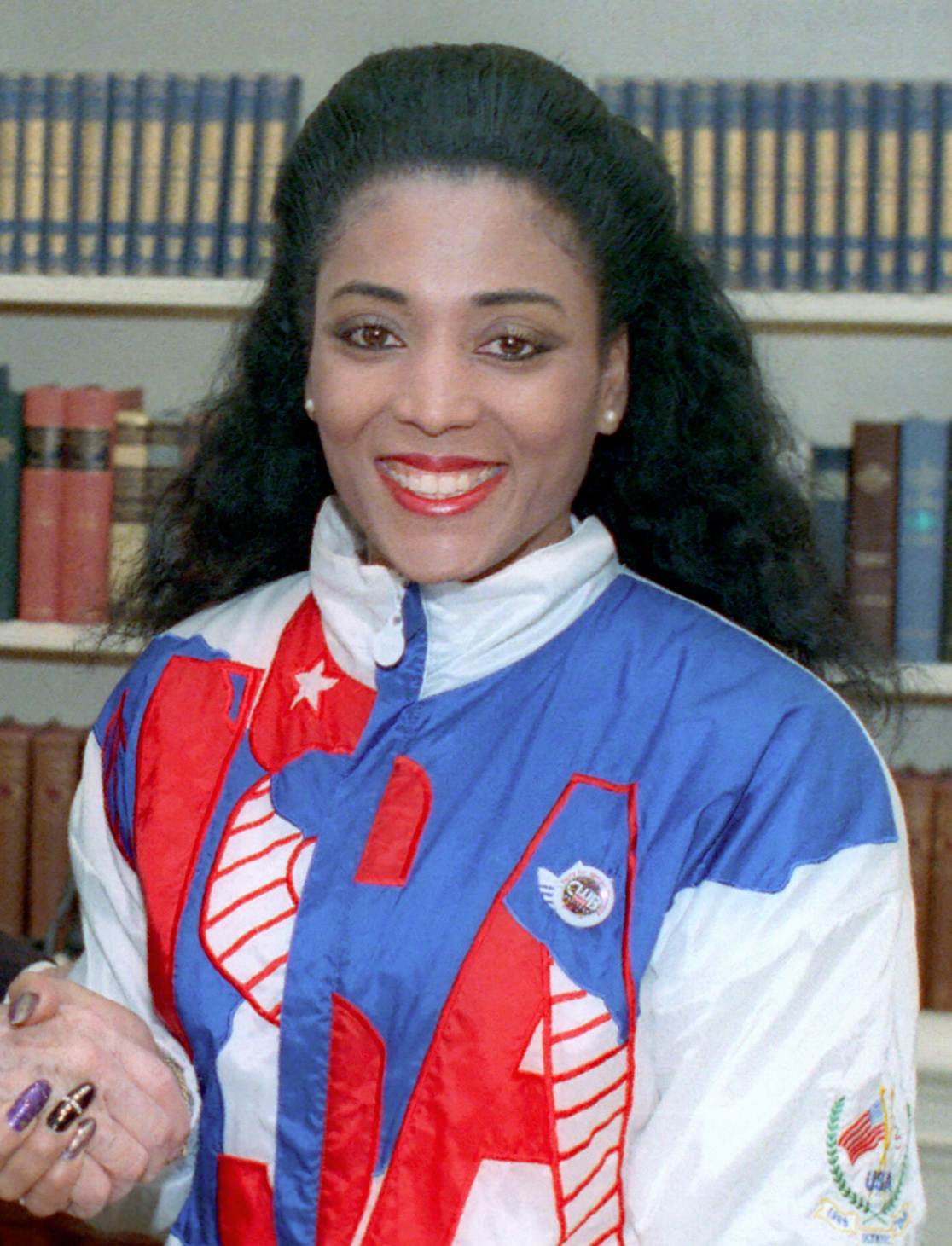
L'actual posseïdora del rècord del món femení, l'estatunidenca Florence Griffith-Joyner.

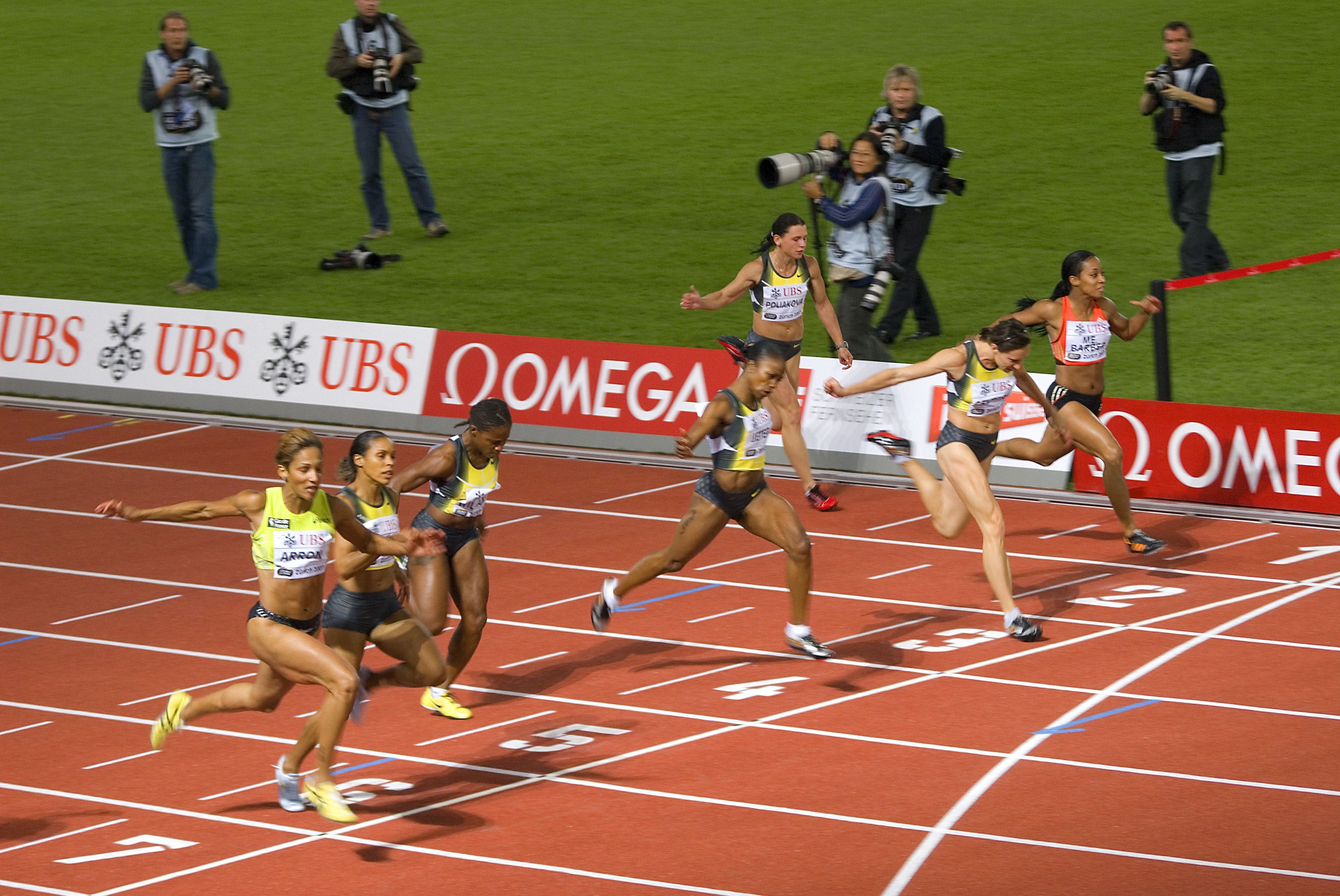
Christine Arron (esquerra) guanyant la cursa dels 100 metres al meeting de Weltklasse.

- actualitzat a 13 d'agost de 2024

| Ranking | Marca | Vent (m/s) | Atleta                   | País          | Data                   | Lloc         | Ref    |
| ------- | ----- | ---------- | ------------------------ | ------------- | ---------------------- | ------------ | ------ |
| 1       | 10,49 | 0.0        | Florence Griffith-Joyner | Estats Units  | 16 de juliol de 1988   | Indianapolis |        |
| 2       | 10,54 | +0.9       | Elaine Thompson          | Jamaica       | 21 agost 2021          | Oregon       | [ 15 ] |
| 3       | 10,60 | +1.7       | Shelly-Ann Fraser-Pryce  | Jamaica       | 26 agost 2021          | Lausana      | [ 16 ] |
| 4       | 10,64 | +1.2       | Carmelita Jeter          | Estats Units  | 20 de setembre de 2009 | Xanghai      |        |
| 5       | 10,65 | +1.1       | Marion Jones             | Estats Units  | 12 de setembre de 1998 | Johannesburg |        |
| 5       | 10,65 | +1.0       | Shericka Jackson         | Jamaica       | 7 juliol 2023          | Kingston     | [ 17 ] |
| 5       | 10,65 | -0.2       | Sha'Carri Richardson     | Estats Units  | 21 agost 2023          | Budapest     | [ 18 ] |
| 8       | 10,72 | +0.4       | Marie-Josée Ta Lou       | Costa d'Ivori | 10 agost 2022          | Mònaco       | [ 19 ] |
| 9       | 10,73 | +2.0       | Christine Arron          | França        | 19 d'agost de 1998     | Budapest     |        |
| 10      | 10,74 | +1.3       | Merlene Ottey            | Jamaica       | 7 de setembre de 1996  | Milà         |        |
| 10      | 10,74 | +1.0       | English Gardner          | Estats Units  | 3 July 2016            | Eugene       | [ 20 ] |

## Campions olímpics

### Homes
| Jocs Olímpics        | Or                     | Plata                    | Bronze                                 |
| Atenes 1896          | Thomas Burke (USA)     | Fritz Hofmann (Alemanya) | Francis Lane (USA) · Alojz Sokol (HUN) |
| París 1900           | Frank Jarvis (USA)     | Walter Tewksbury (USA)   | Stan Rowley (AUS)                      |
| St. Louis 1904       | Archie Hahn (USA)      | Nate Cartmell (USA)      | William Hogenson (USA)                 |
| Londres 1908         | Reggie Walker (RSA)    | James Rector (USA)       | Robert Kerr (CAN)                      |
| Estocolm 1912        | Ralph Craig (USA)      | Alvah Meyer (USA)        | Donald Lippincott (USA)                |
| Anvers 1920          | Charlie Paddock (USA)  | Morris Kirksey (USA)     | Harry Edward (GBR)                     |
| París 1924           | Harold Abrahams (GBR)  | Jackson Scholz (USA)     | Arthur Porritt (NZL)                   |
| Amsterdam 1928       | Percy Williams (CAN)   | Jack London (GBR)        | Georg Lammers (Alemanya)               |
| Los Angeles 1932     | Eddie Tolan (USA)      | Ralph Metcalfe (USA)     | Arthur Jonath (Alemanya)               |
| Berlín 1936          | Jesse Owens (USA)      | Ralph Metcalfe (USA)     | Tinus Osendarp (NED)                   |
| Londres 1948         | Harrison Dillard (USA) | Barney Ewell (USA)       | Lloyd LaBeach (PAN)                    |
| Helsinki 1952        | Lindy Remigino (USA)   | Herbert McKenley (JAM)   | McDonald Bailey (GBR)                  |
| Melbourne 1956       | Bobby Morrow (USA)     | Thane Baker (USA)        | Hector Hogan (AUS)                     |
| Roma 1960            | Armin Hary (Alemanya)  | David Sime (USA)         | Peter Radford (GBR)                    |
| Tokyo 1964           | Bob Hayes (USA)        | Enrique Figuerola (CUB)  | Harry Jerome (CAN)                     |
| Ciutat de Mèxic 1968 | Jim Hines (USA)        | Lennox Miller (JAM)      | Charlie Greene (USA)                   |
| Munich 1972          | Valeri Borzov (URS)    | Robert Taylor (USA)      | Lennox Miller (JAM)                    |
| Mont-real 1976       | Hasely Crawford (TRI)  | Don Quarrie (JAM)        | Valeri Borzov (URS)                    |
| Moscou 1980          | Allan Wells (GBR)      | Silvio Leonard (CUB)     | Petar Petrov (BUL)                     |
| Los Angeles 1984     | Carl Lewis (USA)       | Sam Graddy (USA)         | Ben Johnson (CAN)                      |
| Seül 1988            | Carl Lewis (USA)       | Linford Christie (GBR)   | Calvin Smith (USA)                     |
| Barcelona 1992       | Linford Christie (GBR) | Frankie Fredericks (NAM) | Dennis Mitchell (USA)                  |
| Atlanta 1996         | Donovan Bailey (CAN)   | Frankie Fredericks (NAM) | Ato Boldon (TRI)                       |
| Sydney 2000          | Maurice Greene (USA)   | Ato Boldon (TRI)         | Obadele Thompson (BAR)                 |
| Atenes 2004          | Justin Gatlin (USA)    | Francis Obikwelu (POR)   | Maurice Greene (USA)                   |
| Pequín 2008          | Usain Bolt (JAM)       | Richard Thompson (TRI)   | Walter Dix (USA)                       |
| Londres 2012         | Usain Bolt (JAM)       | Yohan Blake (JAM)        | Justin Gatlin (USA)                    |
| Rio de Janeiro 2016  | Usain Bolt (JAM)       | Justin Gatlin (USA)      | Andre De Grasse (CAN)                  |
| Tòquio 2020          | Marcell Jacobs (ITA)   | Fred Kerley (EUA)        | Andre De Grasse (CAN)                  |
| París 2024           | Noah Lyles (EUA)       | Kishane Thomson (JAM)    | Fred Kerley (EUA)                      |

## Campions mundials

### Homes
| Campionats     | Or                      | Plata                   | Bronze                                      |
| Helsinki 1983  | Carl Lewis (USA)        | Calvin Smith (USA)      | Emmit King (USA)                            |
| Roma 1987      | Carl Lewis (USA)        | Raymond Stewart (JAM)   | Linford Christie (GBR)                      |
| Tokyo 1991     | Carl Lewis (USA)        | Leroy Burrell (USA)     | Dennis Mitchell (USA)                       |
| Stuttgart 1993 | Linford Christie (GBR)  | Andre Cason (USA)       | Dennis Mitchell (USA)                       |
| Göteborg 1995  | Donovan Bailey (CAN)    | Bruny Surin (CAN)       | Ato Boldon (TRI)                            |
| Atenes 1997    | Maurice Greene (USA)    | Donovan Bailey (CAN)    | Tim Montgomery (USA)                        |
| Sevilla 1999   | Maurice Greene (USA)    | Bruny Surin (CAN)       | Dwain Chambers (GBR)                        |
| Edmonton 2001  | Maurice Greene (USA)    | Bernard Williams (USA)  | Ato Boldon (TRI)                            |
| París 2003     | Kim Collins (SKN)       | Darrel Brown (TRI)      | Darren Campbell (GBR)                       |
| Helsinki 2005  | Justin Gatlin (USA)     | Michael Frater (JAM)    | Kim Collins (SKN)                           |
| Osaka 2007     | Tyson Gay (USA)         | Derrick Atkins (BAH)    | Asafa Powell (JAM)                          |
| Berlín 2009    | Usain Bolt (JAM)        | Tyson Gay (USA)         | Asafa Powell (JAM)                          |
| Daegu 2011     | Yohan Blake (JAM)       | Walter Dix (USA)        | Kim Collins (SKN)                           |
| Moscou 2013    | Usain Bolt (JAM)        | Justin Gatlin (USA)     | Nesta Carter (JAM)                          |
| Beijing 2015   | Usain Bolt (JAM)        | Justin Gatlin (USA)     | Trayvon Bromell (USA) Andre De Grasse (CAN) |
| Londres 2017   | Justin Gatlin (USA)     | Christian Coleman (USA) | Usain Bolt (JAM)                            |
| Doha 2019      | Christian Coleman (USA) | Justin Gatlin (USA)     | Andre De Grasse (CAN)                       |
| Eugene 2022    | Fred Kerley (USA)       | Marvin Bracy (USA)      | Trayvon Bromell (USA)                       |
| Budapest 2023  | Noah Lyles (USA)        | Letsile Tebogo (BOT)    | Zharnel Hughes (GBR)                        |

### Dones
| Campionats       | Or                             | Plata                         | Bronze                        |
| Hèlsinki 1983    | Marlies Oelsner-Göhr (GDR)     | Marita Koch (GDR)             | Diane Williams (USA)          |
| Roma 1987        | Silke Gladisch-Möller (GDR)    | Heike Daute-Drechsler (GDR)   | Merlene Ottey (JAM)           |
| Tòquio 1991      | Katrin Krabbe (GER)            | Gwen Torrence (USA)           | Merlene Ottey (JAM)           |
| Stuttgart 1993   | Gail Devers (USA)              | Merlene Ottey (JAM)           | Gwen Torrence (USA)           |
| Göteborg 1995    | Gwen Torrence (USA)            | Merlene Ottey (JAM)           | Irina Privalova (RUS)         |
| Atenes 1997      | Marion Jones (USA)             | Zhanna Pintusevich (UKR)      | Savatheda Fynes (BAH)         |
| Sevilla 1999     | Marion Jones (USA)             | Inger Miller (USA)            | Ekaterini Thanou (GRE)        |
| Edmonton 2001    | Zhanna Pintusevich-Block (UKR) | Ekaterini Thanou (GRE)        | Chandra Sturrup (BAH)         |
| Saint-Denis 2003 | Torri Edwards (USA)            | Chandra Sturrup (BAH)         | Ekaterini Thanou (GRE)        |
| Hèlsinki 2005    | Lauryn Williams (USA)          | Veronica Campbell (JAM)       | Christine Arron (FRA)         |
| Osaka 2007       | Veronica Campbell-Brown (JAM)  | Lauryn Williams (USA)         | Carmelita Jeter (USA)         |
| Berlín 2009      | Shelly-Ann Fraser (JAM)        | Kerron Stewart (JAM)          | Carmelita Jeter (USA)         |
| Daegu 2011       | Carmelita Jeter (USA)          | Veronica Campbell-Brown (JAM) | Kelly-Ann Baptiste (TRI)      |
| Moscou 2013      | Shelly-Ann Fraser-Pryce (JAM)  | Murielle Ahouré (CIV)         | Carmelita Jeter (USA)         |
| Beijing 2015     | Shelly-Ann Fraser-Pryce (JAM)  | Dafne Schippers (NED)         | Tori Bowie (USA)              |
| Londres 2017     | Tori Bowie (USA)               | Marie-Josée Ta Lou (CIV)      | Dafne Schippers (NED)         |
| Doha 2019        | Shelly-Ann Fraser-Pryce (JAM)  | Dina Asher-Smith (GBR)        | Marie-Josée Ta Lou (CIV)      |
| Eugene 2022      | Shelly-Ann Fraser-Pryce (JAM)  | Shericka Jackson (JAM)        | Elaine Thompson (JAM)         |
| Budapest 2023    | Sha'Carri Richardson (USA)     | Shericka Jackson (JAM)        | Shelly-Ann Fraser-Pryce (JAM) |